# 舒特耶爾湖
56°13′N 48°32′E / 56.217°N 48.533°E
舒特耶爾湖（俄语：Шутъер），是俄羅斯的湖泊，位於該國西部，由馬里埃爾共和國負責管轄，長1.55公里、寬0.3公里，面積0.289平方公里，海拔高度108米，最大水深17.5米。